# Фридрих Кулау
Фридрих Даниел Рудолф Кулау (на немски: Friedrich Daniel Rudolph Kuhlau, * 11 септември 1786 в Юлцен в Долна Саксония; † 12 март 1832 в Конгенс Люнгбю при Копенхаген) е датски композитор от немски произход.
Като дете загубва при произшествие едното си око. Получава образованието си чрез Христиан Фридрих Готлиб Швенке в Хамбург. През 1810 г. бяга от французите в Копенхаген, където започва работа като флейтист. След премиерата на неговите две първи опери Замъка на крадците (Röverborgen); и Елиза става кралски дворцов композитор (Hofkompositeur). За композицията на Elverhøj Фридрих Кулау получава професорска титла.
Освен други опери като Лулу, Вълшебната (Trylleharpen), и Хуго и Аделхайд, той пише композиции на песни, инструментални произведения за пиано и много сонати, които и днес се учат.
Фридрих Кулау умира на 12 март 1832 г. в Конгенс Люнгбю (квартал на Копенхаген).